# واهاگن آراراتیان
واهاگن گئورگی آراراتیان (ارمنی: Վահագն Գեորգիի Արարատյան؛  زادهٔ ۸ اوت ۱۹۰۲ - درگذشته ۲۵ سپتامبر ۱۹۸۳) یک آهنگساز و نوازنده اهل ارمنستان بود.

## زندگی‌نامه
در ۲۱ اوت [سبک قدیمی: ۸ اوت] ۱۹۰۲ در تفلیس به دنیا آمد و از کنسرواتوار دولتی تفلیس (۱۹۲۱) و آکادمی ملی موسیقی ا.و. نژدانوفا اودسا (۱۹۳۸) فارغ‌التحصیل شد. وی همچنین برنده چهره هنری شایسته ارمنستان شوروی شده است. وی در ۲۵ سپتامبر ۱۹۸۳ در سن ۸۱ سالگی در مسکو درگذشت.

## یادداشت
1. ↑  Antonina Nezhdanova